# Via Melchiorre Gioia
Via Melchiorre Gioia è una delle principali arterie viarie di Milano. Si dipana radialmente da sud a nord est, dai Bastioni di Porta Nuova fino alla Cassina de' Pomm, superando l'incrocio con viale Lunigiana nei pressi della Stazione Centrale. Ha una lunghezza di circa 2,46 km e ricalca il percorso dell'antica Strada postale per Monza, arteria regionale di primaria importanza.

## Storia

Lavori di copertura del Naviglio della Martesana in via Melchiorre Gioia, 1960 circa (vista dal ponte oggi non più esistente di via Galvani verso nord)

Nell'anno 1878 la Strada postale per Monza fu intitolata nel suo tratto dal Ponte delle Gabelle alla nuova strada di circonvallazione 
a Melchiorre Gioia (1767-1829), economista e filosofo piacentino.  Fino agli anni sessanta il lato orientale della via era occupato dal Naviglio della Martesana, canale artificiale il cui scavo fu ordinato da Francesco Sforza nel 1457 e cominciato nel 1460 sotto la direzione dell'architetto Bertola da Novate. Nei suoi 38 km circa di lunghezza la Martesana porta le acque dell'Adda da Concesa (frazione di Trezzo sull'Adda) fino alla Cerchia dei Navigli di Milano, al cosiddetto Tombone di San Marco. Il naviglio fu coperto a partire dal 1960 per dare seguito al progetto di un nuovo Centro Direzionale di Milano realizzato però solo in parte. Ancora oggi il naviglio scorre quasi interamente all'aperto, fatta eccezione per il tratto finale in cui, incontrando via Melchiorre Gioia è coperto scorrendo sotto la strada. Ancora oggi si possono notare alcune conseguenze di questa iniziale conformazione: per esempio, l'area del complesso della chiesa e degli edifici Salesiani ha l'ingresso su via Copernico e il muro posteriore su via Melchiorre Gioia, proprio perché all'epoca non si poteva accedere da quest'ultima a causa del naviglio.
Via Melchiorre Gioia è ampiamente coinvolta dai lavori di rimodellazione del Centro Direzionale di Milano, che si susseguono e mutano dagli anni '60, quando venne eretta la torre Servizi Tecnici Comunali, ad oggi, con l'ampio progetto Garibaldi-Repubblica di cui la via è diventata arteria fondamentale di snodo del traffico, col nuovo collegamento-sottopassaggio attraverso la cosiddetta via del Nord con via Don Luigi Sturzo e la Stazione di Milano Porta Garibaldi. In via Gioia svettano il palazzo Lombardia e il Palazzo INPS. Perpendicolarmente è incrociata da viale della Liberazione, che costeggia l'area del progetto Porta Nuova - Varesine, comprendente la torre Diamante, fino ad arrivare in piazza della Repubblica. Nelle immediate vicinanze si trova anche la torre Galfa.
La carreggiata veicolare per l'intera lunghezza è affiancata da una pista ciclabile.
La via è interessata dal progetto del Comune di Milano di riapertura della Cerchia dei Navigli.

## Luoghi di interesse

Il Naviglio della Martesana lungo via Melchiorre Gioia a prima della copertura

- al n. 193 la chiesa parrocchiale di Santa Maria Goretti, costruita dal 1964 al 1965 su progetto di Mario Tedeschi[6];
- all'angolo con via Pirelli 39 il complesso per i servizi tecnici del Comune di Milano, costruito dal 1955 al 1966 su progetto di Vittorio Gandolfi, Renato Bazzoni, Luigi Fratino e Aldo Putelli[7];
- la stazione di Porta Nuova, prima stazione ferroviaria della città, inaugurata nel 1840 e al servizio della Milano-Monza. L'edificio si è conservato ed è recentemente stato trasformato nell'albergo di lusso Maison Moschino nel 2010;
- la caserma "Cinque Giornate", attualmente sede di un comando della Guardia di Finanza, era la seconda stazione di Porta Nuova, attivata nel 1850 per sostituire la precedente, a causa dell'aumento del traffico ferroviario. Nel 1864 venne interrotto il servizio passeggeri a causa dell'avvio di una stazione centrale, dal 1873 venne soppresso anche il traffico merci e l'edificio fu una sede della dogana ferroviaria per un certo periodo.
- il convento dei Salesiani;
- il palazzo Lombardia;
- all'angolo con viale Monte Grappa 8 la mensa dell'Opera pia Cucine economiche, costruita dal 1881 al 1883 su progetto di Luigi Broggi[8];
- il parco Cassina de' Pomm', con una superficie di 10000 m², realizzato sull'area dismessa della Bonomi;
- all'angolo con viale Monte Grappa 1-5 il palazzo per gli uffici Tecnimont, costruito dal 1970 al 1975 su progetto di Claudio Longo e Giulio Ricci[9];
- al n. 1 il complesso per abitazioni, uffici e negozi, costruito dal 1950 al 1952 su progetto di Pietro Lingeri[10];
- al n. 6 la casa-albergo "Porta Nuova Residence", costruita dal 1971 al 1972 su progetto di Marco Zanuso[9];
- torre Solaria, Solea e Aria, in costruzione all'angolo con viale della Liberazione;
- all'angolo con piazza Einaudi 8 e via Pirelli 35 il palazzo per gli uffici STIPEL, costruito dal 1960 al 1964 su progetto di Melchiorre Bega[9].

## Galleria d'immagini

Gli uffici Tecnimont costruiti nel 1975
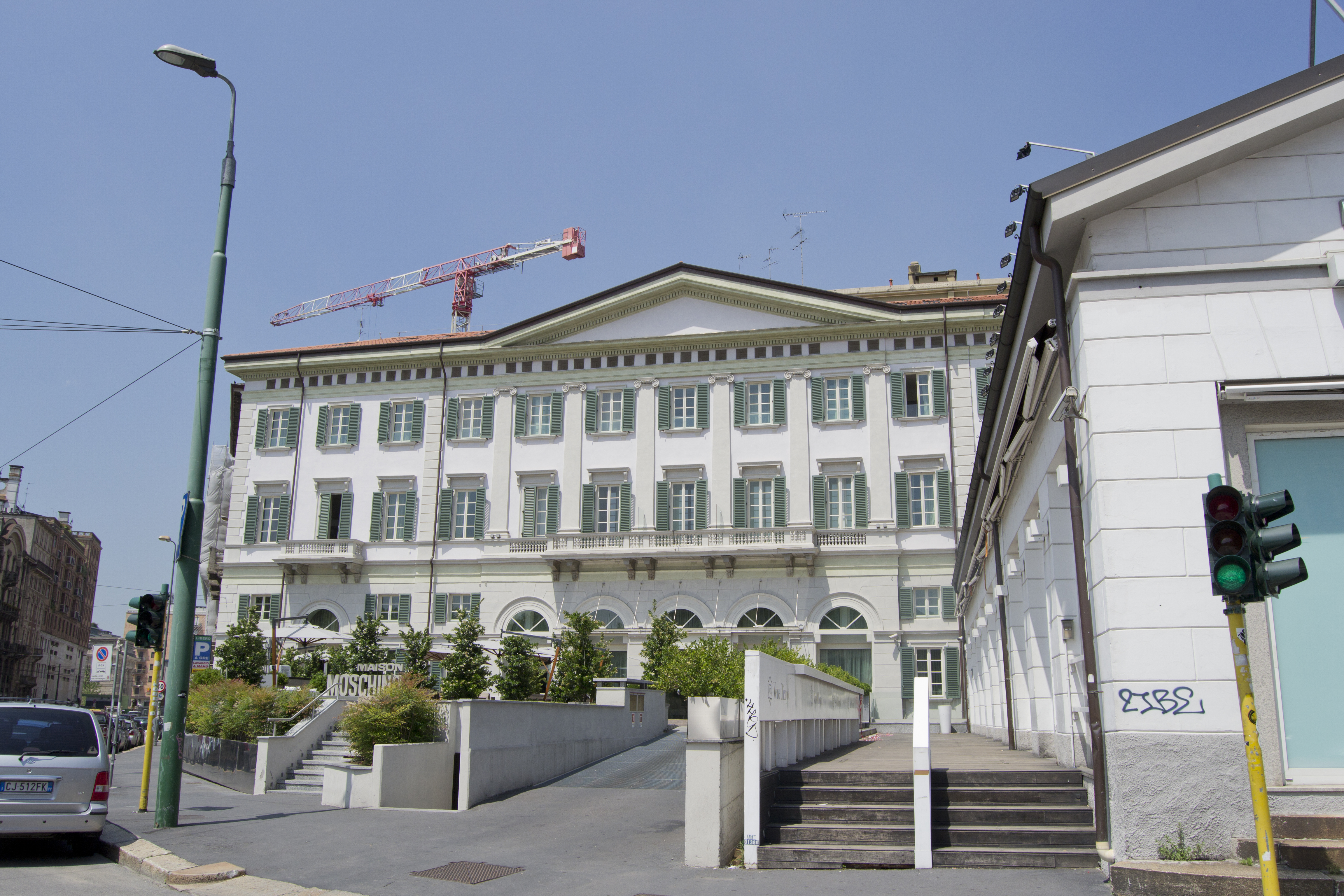
La prima stazione di Porta Nuova, attivata nel 1840 e dismessa nel 1850
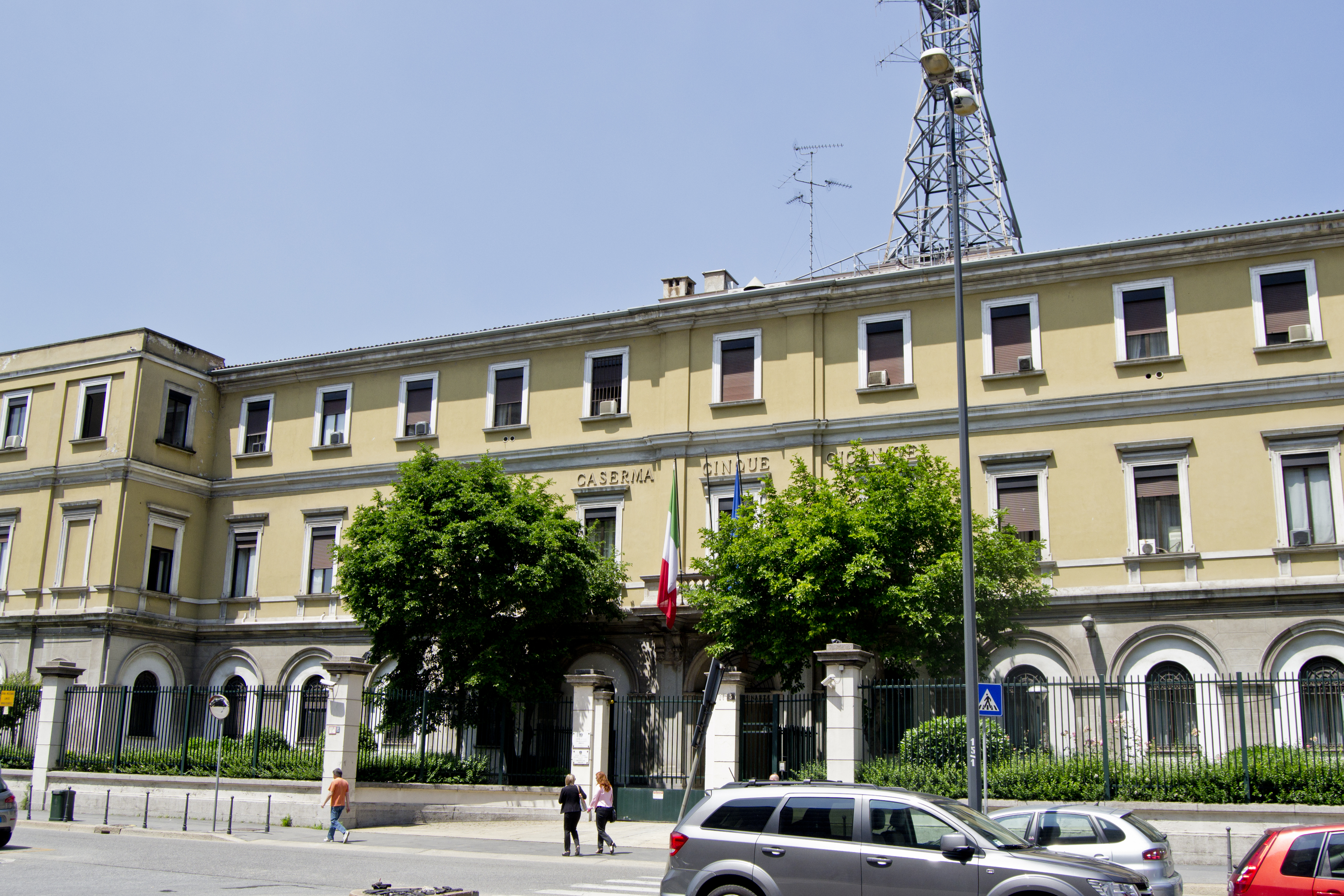
La seconda stazione di Porta Nuova, attivata nel 1850 e dismessa tra 1864 e 1873
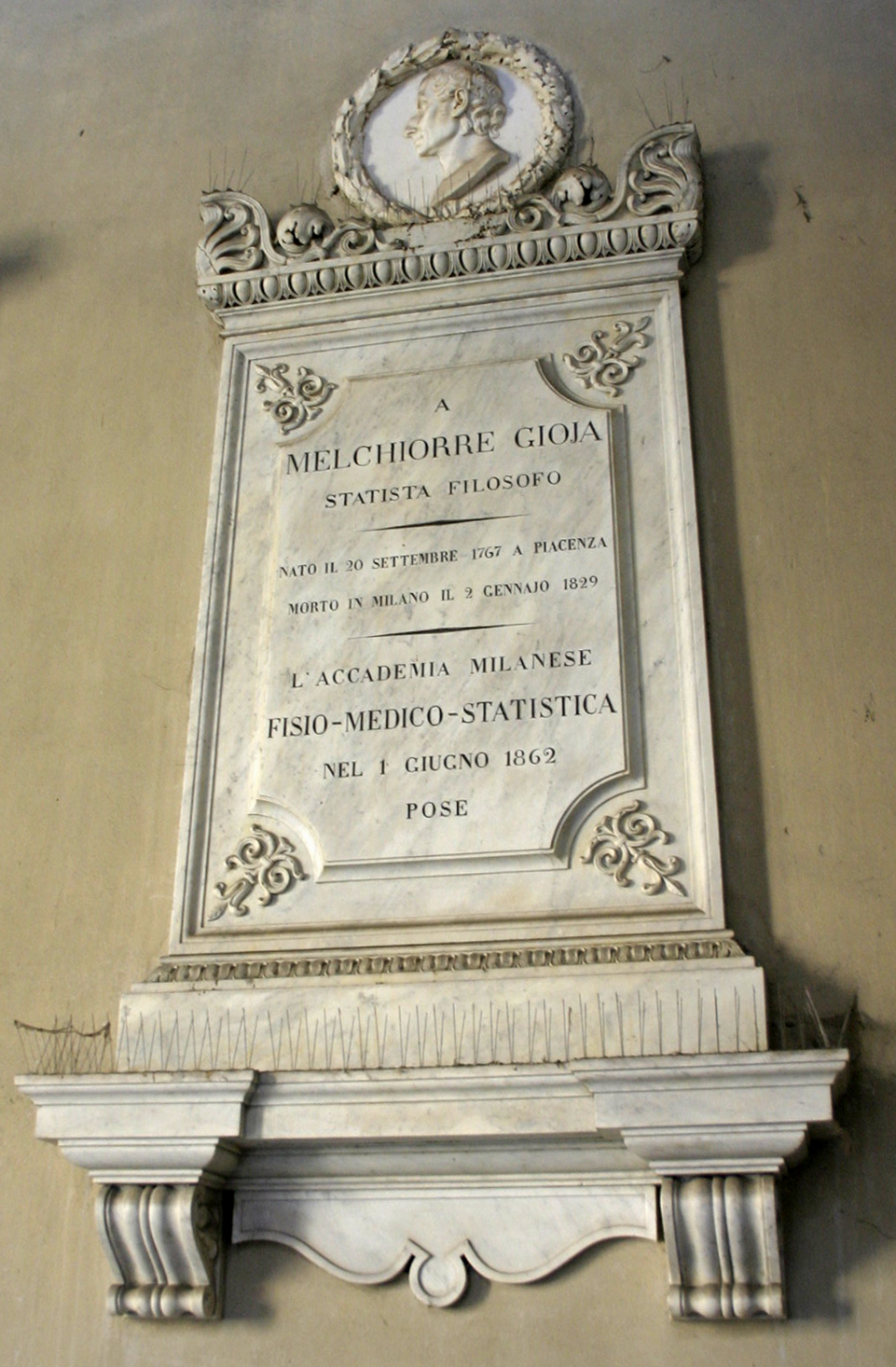
Lapide alla memoria di Melchiorre Gioia conservata presso il palazzo di Brera
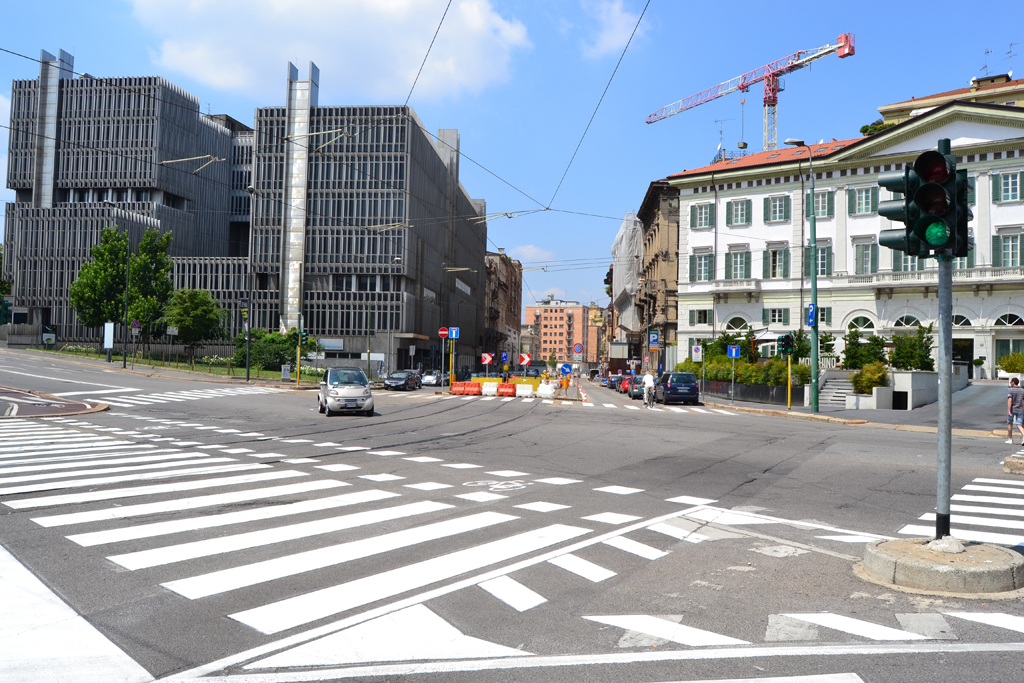
Via Gioia all'angolo con viale Monte Grappa: si riconoscono gli uffici Tecnimont e l'hotel NH
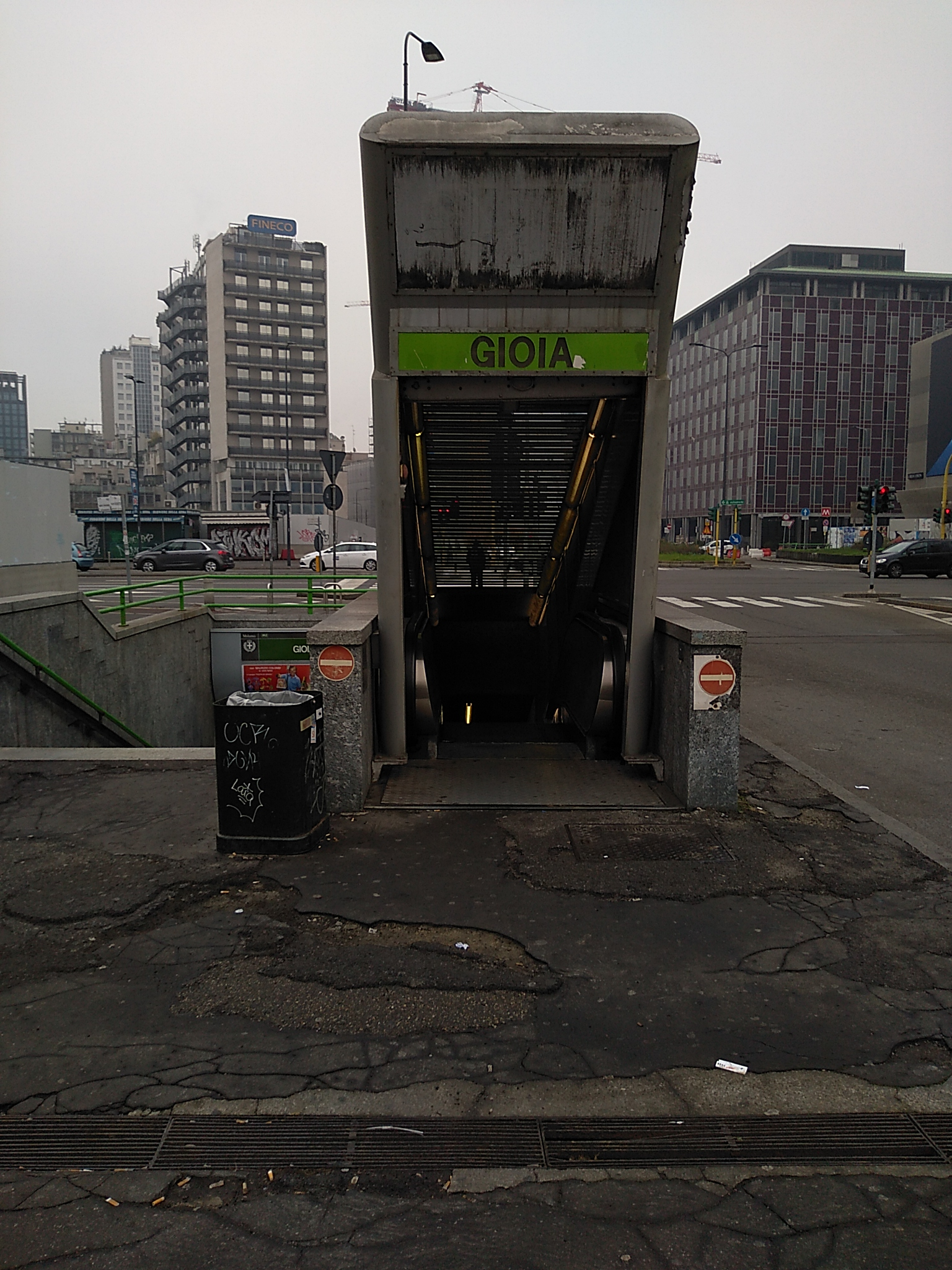
Ingresso della fermata Gioia

## Trasporti
- Gioia
- Sondrio
- Garibaldi FS
- Stazione di Milano Porta Garibaldi
- Stazione di Milano Porta Garibaldi sotterranea